# Пізньоцвіт Фоміна
Пізньоцві́т Фоміна́ (Colchicum fominii) — багаторічна рослина родини пізньоцвітових. Вид занесений до Червоної книги України і Європейського червоного списку.

## Опис
Невеличка трав'яниста рослина заввишки 8-10 см, геофіт, осінній ефемероїд. Бульбоцибулина довгасто-яйцеподібна або яйцеподібна, обгорнута чорними шкірястими оболонками, витягнутими в довгу шийку. Стебло 6-15 см заввишки. Листки лінійноланцетні, з короткими сосочками по краях, розвиваються наступного після цвітіння року. Квітки 3-4 см завдовжки, лілові, поодинокі, іноді розвиваються по 2-3 на одній рослині.

## Екологія та поширення
Вид світлолюбний, помірно посухостійкий, віддає перевагу проникним ґрунтам. Росте у типчаково-ковилових степах, на степових схилах, у лісосмугах, заростях чагарників, штучних деревних насадженнях.
Плодоносить у квітні-травні. Розмножується насінням.
Ендемік Західного Причорномор'я з досить невеликою зоною розповсюдження. Центр ареалу знаходиться в Добруджі і на Бесарабській височині, в Україні пізньоцвіт Фоміна росте в басейнах річок Кучурган, Киргиж, Когильник.

## Значення і статус виду
Головним негативним чинником, що спричинює зменшення популяцій, є антропогенне навантаження: рекреаційний вплив, розорювання схилів, гідротехнічні роботи в долинах річок. В Україні вид охороняється лише в межах геологічної пам'ятки  природи «Гребеники». Крім того, пізньоцвіт Фоміна занесений до Резолюції 6 Бернської конвенції.

## Систематика
Рослина вперше зібрана В. І. Бурчаком-Абрамовичем в середині 1930-х років в околицях села Гребеники Одеської області. По зібраним квітучим особинам Є. І. Бордзиловський (1938) описав її як новий ендемічний вид і назвав його на честь відомого українського ботаніка Олександра Фоміна. Сучасні систематики по-різному розглядають цей таксон: одні надають йому статус окремого виду, інші вважають синонімом спорідненого виду — пізньоцвіту піщаного.